# Mino del Reame
Mino del Reame ou Maestro Mino est un sculpteur italien de Naples qui a été actif à Rome de 1460 à 1480 que Vasari qualifie d'un talent inférieur à celui de son contemporain Paolo Romano.

## Œuvres
- Cleveland Museum of Art